# Gare de Mérens-les-Vals
La gare de Mérens-les-Vals est une gare ferroviaire française de la ligne de Portet-Saint-Simon à Puigcerda (frontière), située sur le territoire de la commune de Mérens-les-Vals dans le département de l'Ariège, en région Occitanie.
Elle est mise en service en 1929 par la Compagnie des chemins de fer du Midi et du Canal latéral à la Garonne. C'est une halte ferroviaire de la Société nationale des chemins de fer français (SNCF) desservie, par des trains grandes lignes qui circulent sur l'axe transpyrénéen oriental qui permet une relation de Paris à Barcelone (avec un changement de train à la frontière) en traversant la chaîne des Pyrénées et par des trains régionaux TER Occitanie.

## Situation ferroviaire
Établie à 1 056 m d'altitude, la gare de Mérens-les-Vals, qui dépend de la région ferroviaire de Toulouse, est située au point kilométrique (PK) 133,109 de la ligne de Portet-Saint-Simon à Puigcerda (frontière), entre les gares d'Ax-les-Thermes et d'Andorre - L'Hospitalet.
Elle dispose de deux quais : le quai 1 dispose d'une longueur utile de 135 m pour la voie 2 et le quai 2 d'une longueur utile de 140 m pour la voie 1.

## Histoire
La station de Mérens-les-Vals est mise en service le 22 juillet 1929 par la Compagnie des chemins de fer du Midi et du Canal latéral à la Garonne de l'ouverture de la section d'Ax-les-Thermes à Latour-de-Carol.
En 2014, selon les estimations de la SNCF, la fréquentation annuelle de la gare était de 2 111 voyageurs.

## Fréquentation
De 2015 à 2023, selon les estimations de la SNCF, la fréquentation annuelle de la gare s'élève aux nombres indiqués dans le tableau ci-dessous:
| Année           | 2015  | 2016  | 2017  | 2018  | 2019  | 2020  | 2021  | 2022  | 2023  |
| --------------- | ----- | ----- | ----- | ----- | ----- | ----- | ----- | ----- | ----- |
| Voyageurs seuls | 2 236 | 2 448 | 2 514 | 2 318 | 3 473 | 1 401 | 5 259 | 6 957 | 8 453 |

## Service des voyageurs

### Accueil
Halte SNCF, c'est un point d'arrêt non géré (PANG) à accès libre.

### Desserte
Mérens-les-Vals est desservie quotidiennement par le train Intercités grande ligne qui circule entre les gares de Paris-Austerlitz et Latour-de-Carol - Enveitg. Elle est également une gare régionale desservie par des trains TER Occitanie qui effectuent des missions entre les gares de Toulouse-Matabiau et de Latour-de-Carol - Enveitg.

### Intermodalité
Le stationnement des véhicules est possible à proximité.

## Patrimoine ferroviaire
L'ancien bâtiment voyageurs, désaffecté du service ferroviaire, est devenu propriété de la commune.
Après une importante rénovation, l’ancien guichet de gare abrite désormais l’agence postale. En continuité, le bâtiment s’est vu annexé un multiservice rural avec épicerie, bar et restaurant.